# Аеросани

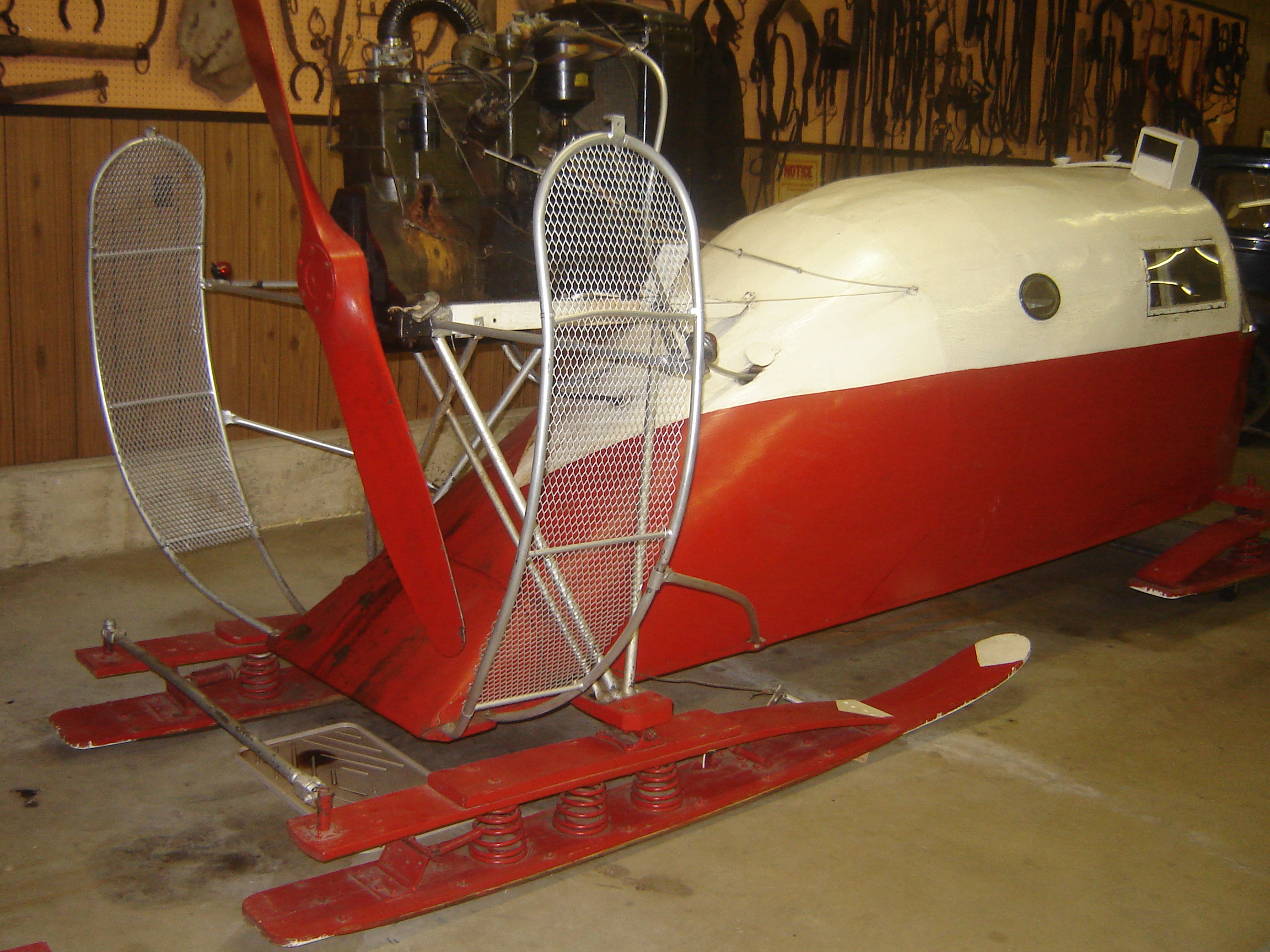

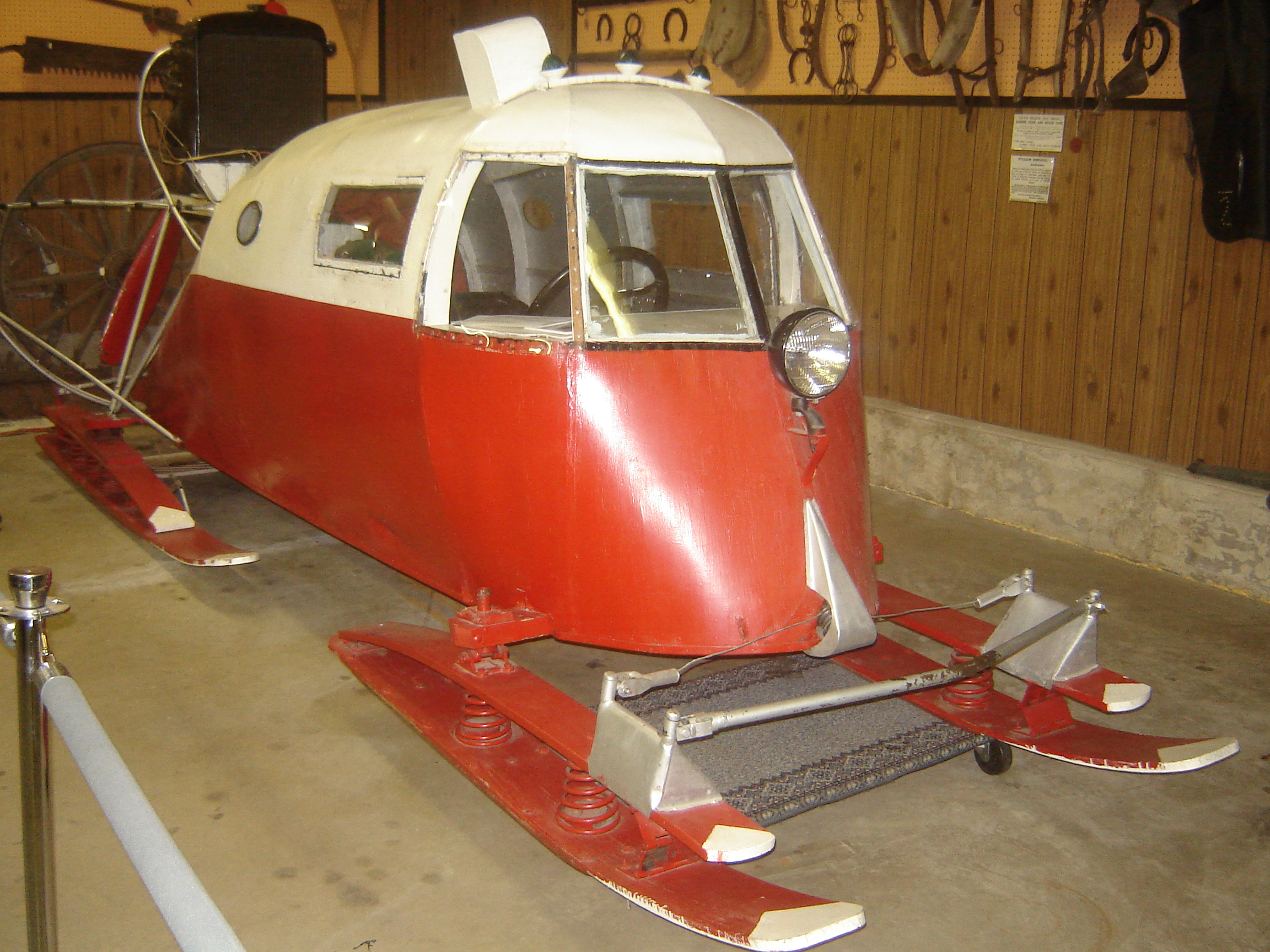

Аероса́ни — самохідні сани, що рухаються силою тяги повітряного гвинта, який приводиться в дію двигуном внутрішнього згоряння. Швидкість аеросаней, залежно від потужності двигуна, — від 25 до 140 км/год.